# Реакція Валлаха
Реакція Валлаха (англ. Wallach reaction) —
- 1. Перегрупування азоксибензенів у п-оксибензени під дією сульфатної кислоти при нагріванні (електронодонорні групи сповільнюють реакцію).

- 2. Звуження кільця в дибромциклогексаноні (i деяких дибром-кетонах терпенового ряду) до п'ятичленного при дії лугу (розщеплення за Валлахом).